# Gran Premi d'Austràlia del 2010
El Gran Premi d'Austràlia de Fórmula 1 de la Temporada 2010 s'ha disputat al Circuit d'Albert Park, el 28 de març del 2010.

## Classificació

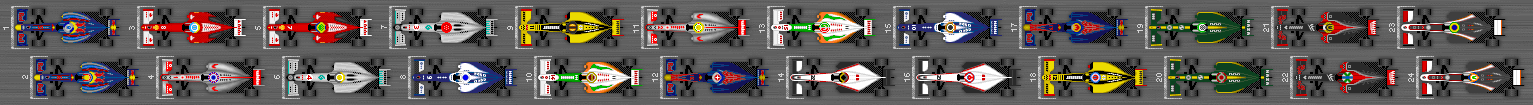
Posicions després de la qualificació

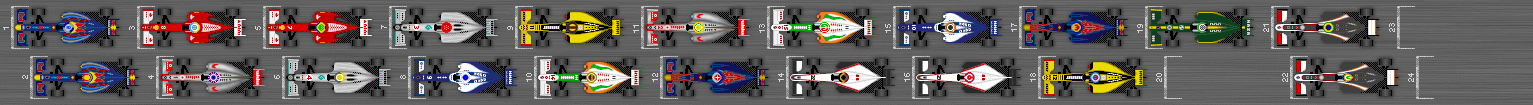
Graella de sortida definitiva

| Pos | No | Pilot              | Constructor            | Part 1   | Part 2   | Part 3   | Sortida |
| --- | -- | ------------------ | ---------------------- | -------- | -------- | -------- | ------- |
| 1   | 5  | Sebastian Vettel   | Red Bull - Renault     | 1:24.774 | 1:24.096 | 1:23.919 | 1       |
| 2   | 6  | Mark Webber        | Red Bull - Renault     | 1:25.286 | 1:24.276 | 1:24.035 | 2       |
| 3   | 8  | Fernando Alonso    | Ferrari                | 1:25.082 | 1:24.335 | 1:24.111 | 3       |
| 4   | 1  | Jenson Button      | McLaren - Mercedes     | 1:24.897 | 1:24.531 | 1:24.675 | 4       |
| 5   | 7  | Felipe Massa       | Ferrari                | 1:25.548 | 1:25.010 | 1:24.837 | 5       |
| 6   | 4  | Nico Rosberg       | Mercedes               | 1:24.788 | 1:24.788 | 1:24.884 | 6       |
| 7   | 3  | Michael Schumacher | Mercedes               | 1:25.351 | 1:24.871 | 1:24.927 | 7       |
| 8   | 9  | Rubens Barrichello | Williams - Cosworth    | 1:25.702 | 1:25.085 | 1:25.217 | 8       |
| 9   | 11 | Robert Kubica      | Renault                | 1:25.588 | 1:25.122 | 1:25.372 | 9       |
| 10  | 14 | Adrian Sutil       | Force India - Mercedes | 1:25.504 | 1:25.046 | 1:26.036 | 10      |
| 11  | 2  | Lewis Hamilton     | McLaren - Mercedes     | 1:25.046 | 1:25.184 |          | 11      |
| 12  | 16 | Sébastien Buemi    | Toro Rosso - Ferrari   | 1:26.061 | 1:25.638 |          | 12      |
| 13  | 15 | Vitantonio Liuzzi  | Force India - Mercedes | 1:26.170 | 1:25.743 |          | 13      |
| 14  | 22 | Pedro de la Rosa   | BMW Sauber - Ferrari   | 1:26.089 | 1:25.747 |          | 14      |
| 15  | 10 | Nico Hülkenberg    | Williams - Cosworth    | 1:25.866 | 1:25.748 |          | 15      |
| 16  | 23 | Kamui Kobayashi    | BMW Sauber - Ferrari   | 1:26.251 | 1:25.777 |          | 16      |
| 17  | 17 | Jaime Alguersuari  | Toro Rosso - Ferrari   | 1:26.095 | 1:26.089 |          | 17      |
| 18  | 12 | Vitali Petrov      | Renault                | 1:26.471 |          |          | 18      |
| 19  | 19 | Heikki Kovalainen  | Lotus - Cosworth       | 1:28.797 |          |          | 19      |
| 20  | 18 | Jarno Trulli       | Lotus - Cosworth       | 1:29.111 |          |          | PL1     |
| 21  | 24 | Timo Glock         | Virgin - Cosworth      | 1:29.592 |          |          | PL2     |
| 22  | 25 | Lucas di Grassi    | Virgin - Cosworth      | 1:30.185 |          |          | PL2     |
| 23  | 21 | Bruno Senna        | Hispania - Cosworth    | 1:30.526 |          |          | 21      |
| 24  | 20 | Karun Chandhok     | Hispania - Cosworth    | 1:30.613 |          |          | 22      |

Notes:
1. - Jarno Trulli no va poder prendre la sortida del GP per problemes hidràulics en el seu monoplaça.
2. – El pilot de Virgin Racing va prendre la sortida des del pit lane per modificacions al seu monoplaça.
3. - El pilot de Virgin Racing va prendre la sortida des del pit lane per modificacions al seu monoplaça.

## Cursa
| Pos | No | Pilot              | Constructor            | Voltes | Temps / Retirada | Pos.Sortida | Punts |
| --- | -- | ------------------ | ---------------------- | ------ | ---------------- | ----------- | ----- |
| 1   | 1  | Jenson Button      | McLaren - Mercedes     | 58     | 1h 33’ 36. 531   | 4           | 25    |
| 2   | 11 | Robert Kubica      | Renault                | 58     | + 12.034 s       | 9           | 18    |
| 3   | 7  | Felipe Massa       | Ferrari                | 58     | + 14.488 s       | 5           | 15    |
| 4   | 8  | Fernando Alonso    | Ferrari                | 58     | + 16.304 s       | 3           | 12    |
| 5   | 4  | Nico Rosberg       | Mercedes               | 58     | + 16.683 s       | 6           | 10    |
| 6   | 2  | Lewis Hamilton     | McLaren - Mercedes     | 58     | + 29.989 s       | 11          | 8     |
| 7   | 15 | Vitantonio Liuzzi  | Force India - Mercedes | 58     | + 59.847 s       | 13          | 6     |
| 8   | 9  | Rubens Barrichello | Williams - Cosworth    | 58     | + 1’ 00.536 min. | 8           | 4     |
| 9   | 6  | Mark Webber        | Red Bull - Renault     | 58     | + 1’ 07.319 min. | 2           | 2     |
| 10  | 3  | Michael Schumacher | Mercedes               | 58     | + 1’ 09.391 min. | 7           | 1     |
| 11  | 17 | Jaime Alguersuari  | Toro Rosso - Ferrari   | 58     | + 1’ 11.301 min. | 17          |       |
| 12  | 22 | Pedro de la Rosa   | BMW Sauber - Ferrari   | 58     | + 1’ 14.084 min. | 14          |       |
| 13  | 19 | Heikki Kovalainen  | Lotus - Cosworth       | 56     | + 2 Voltes       | 19          |       |
| 14  | 20 | Karun Chandhok     | Hispania - Cosworth    | 53     | + 5 Voltes       | 22          |       |
| Ret | 24 | Timo Glock         | Virgin - Cosworth      | 41     | Suspensions      | 23          |       |
| Ret | 25 | Lucas di Grassi    | Virgin - Cosworth      | 26     | Hidràulics       | 24          |       |
| Ret | 5  | Sebastian Vettel   | Red Bull - Renault     | 25     | Frens            | 1           |       |
| Ret | 14 | Adrian Sutil       | Force India - Mercedes | 10     | Motor            | 10          |       |
| Ret | 12 | Vitali Petrov      | Renault                | 9      | Virolla          | 18          |       |
| Ret | 21 | Bruno Senna        | Hispania - Cosworth    | 4      | Hidràulics       | 21          |       |
| Ret | 16 | Sébastien Buemi    | Toro Rosso - Ferrari   | 0      | Virolla          | 12          |       |
| Ret | 10 | Nico Hülkenberg    | Williams - Cosworth    | 0      | Col·lisió        | 15          |       |
| Ret | 23 | Kamui Kobayashi    | BMW Sauber - Ferrari   | 0      | Col·lisió        | 16          |       |
| NVS | 18 | Jarno Trulli       | Lotus - Cosworth       | 0      | Hidràulics       | 20          |       |